# Betws-y-Coed
Betws-y-Coed er en lille by i i Nord-Wales i grevskabet Clwyd. Det er et vigtigt knudepunkt i den østlige del af nationalparken Snowdonia. Navnet udtales [ˈbɛtʊs ə ˈkɔɨd]. Navnet "Betws"
eller "Bettws" (udtales /ˈbɛtuːs/), bliver almindeligvis forstået som et lån fra det angelsaksiske bed-hus (= "bede-hus"). Da coed er det walisiske ord for "skov", betyder Betws-y-Coed altså "Bedehuset-i-skoven" på walisisk.
Betws-y-Coed ligger i Conwy Valley og er den største station på jernbanen Conwy Valley line bortset fra endestationerne Blaenau Ffestiniog og Llandudno. Byen er grundlagt i 6. århundrede og voksede en del i 1800-tallet i takt med mineindustriens udvikling. Der er i dag ingen minedrift i området, og byen lever hovedsageligt af turisme – der er mange små hoteller og B&B's, spisesteder og et par museer, bl.a. Conwy Valley Railway museum.
Fra byen udgår mange vandreruter i området og en del busruter ind i Snowdonia nationalparken. Nationalparken har også et natur og informations-center i byen.
Byen ligger hvor A5 fra London til Holyhead krydser A470 fra Cardiff til Llandudno. Det meste af byen ligger omkring A5 efter at vejen har passeret floden Conwy over Thomas Telfords Waterloo Bridge.

## Seværdigheder
- Conwy Valley Railway Museum – jernbanemuseum m. både lilleput-tog og sporvogn som man kan prøve
- Conwy Valley Motor Museum – samling af veteranbiler
- Swallow Falls – smukke vandfald nogle kilometer vestpå af A5
- Gwydyr forest Arkiveret 2. december 2008 hos  Wayback Machine – mange beskrevne vandreture, bl.a. til søen Llyn Elsi og "Fairy Glenn".
- Der er et lille museum på nationalparkens informationscenter i byen